# Leopold Feldmann
Leopold Feldmann (* 22. Mai 1802 in München; † 26. März 1882 in Wien) war bayerischer Lustspieldichter.

## Leben
Leopold Feldmann war jüdischer Abstammung, kam zu einem Schuhmacher in die Lehre, verließ aber dieselbe bald wieder und schrieb schon 1817 ein bunt zusammengewürfeltes Schauspiel: Der falsche Eid, welches in dem sogenannten Lipperltheater in München zur Aufführung kam.
Er begann daraufhin eine kaufmännische Ausbildung; doch bewog ihn der Beifall, den seine humoristischen und satirischen Genrebilder in Münchener Journalen fanden, sich ganz literarischen Arbeiten zu widmen. Im Jahre 1835 erschienen seine Höllenlieder, die in satirischer Form den Schmerz einer unglücklichen Liebe verbergen; auch wurde sein erstes Lustspiel: Der Sohn auf Reisen, in München mit entschiedenem Beifall gegeben.
Unmittelbar darauf trat er eine fünfjährige Reise an, auf der er meist in Griechenland verweilte. Reisebilder für August Lewalds Europa und Korrespondenzen in die Allgemeine Zeitung waren die literarische Frucht dieses Aufenthalts.
Seit 1850 lebte Feldmann in Wien, wo er 1850–54 als Dramaturg beim Theater an der Wien fungierte und sich dann meist mit journalistischen Arbeiten beschäftigte, ohne jedoch dem Drama untreu zu werden. Von seinen zahlreichen durch Frische und ungezwungene Heiterkeit ausgezeichneten Lustspielen hatten die meisten entschiedenen, wenn auch nur vorübergehenden Erfolg.
Zu seinem 70. Geburtstag wurde Leopold Feldmann durch den König von Bayern mit dem Ritterkreuz des Verdienstordens vom Heiligen Michael ausgezeichnet.

## Werke
- Das Porträt der Geliebten.
- Die freie Wahl.
- Die selige Gräfin.
- Der Rechnungsrat und seine Töchter.
- Ein Filz als Prasser.

Eine Sammlung derselben erschien Wien 1845–52, 6 Bde.; neue Folge, Berlin 1855–57, 2 Bde.